# Drzym przepasany
Drzym przepasany (Hypnelus ruficollis) – gatunek ptaka z rodziny drzymów (Bucconidae).

## Zasięg występowania
Drzym przepasany występuje w zależności od podgatunku:
- H. ruficollis decolor – płn.-wsch. Kolumbia, płn.-zach. Wenezuela
- H. ruficollis ruficollis – drzym przepasany – płn. Kolumbia, zach. Wenezuela
- H. ruficollis striaticollis – płn.-zach. Wenezuela
- H. ruficollis coloratus – zach. Wenezuela
- H. ruficollis bicinctus – drzym dwuobrożny – płn. Wenezuela
- H. ruficollis stoicus – Margarita (Wenezuela)

## Taksonomia
Gatunek po raz pierwszy opisał w 1829 roku niemiecki przyrodnik Johann Georg Wagler, nadając mu nazwę Capito ruficollis. Jako miejsce typowe Wagler wskazał błędnie Meksyk (holotyp pochodził z Santa Marta w Kolumbii). Jedyny przedstawiciel rodzaju Hypnelus, opisanego przez niemieckich ornitologów Jeana Cabanisa i Ferdinanda Heinego Sr. Podgatunki bicinctus i stoicus są przez niektóre ujęcia systematyczne wydzielane do odrębnego gatunku o nazwie drzym dwuobrożny (Hypnelus bicinctus).

### Etymologia
Nazwa rodzajowa: gr. ὑπνηλος hupnēlos – senny, leniwy, od ὑπνος hupnos – spać. Epitet gatunkowy: nowołac. ruficollis – rudoszyi, rdzawoszyi, od łac. rufus – czerwony, rumiany, rudy; nowołac. -collis – -szyi, -gardły, od łac. collum – szyja.

## Status
Międzynarodowa Unia Ochrony Przyrody (IUCN) uznaje drzyma przepasanego i drzyma dwuobrożnego za osobne gatunki i zalicza je do kategorii najmniejszej troski (LC – Least Concern); trend liczebności populacji obu tych taksonów uznaje się za stabilny.